# Sonja Furu
Sonja Furu (født 20. februar 1993 i København) er en dansk journalist og forfatter. Hun er fra foråret 2024 ansat som taleskriver for den danske udenrigsminister i Udenrigsministeriet. 
Furu er forhenværende Indienkorrespondent for Weekendavisen med base i New Delhi, hvorfra hun dækkede indisk litteratur, kultur, opbrud og udvikling.
I 2022 udgav hun debatbogen Unormale mennesker på forlaget Strandberg Publishing under Gyldendal. 

## Baggrund
Furu er uddannet cand.mag. i Journalistik fra Syddansk Universitet. I sin barn- og ungdom havde hun biroller i filmene Bølle Bob & Smukke Sally (2005), Krummerne - Så er det jul igen (2006) samt en mindre rolle i TV 2 tv-serien Rita.